# Aldosteron
Aldosteronul este un hormon steroid din familia mineralocorticoizilor, produs de către zona glomerulară din cortexul suprarenal, în glanda suprarenală. Acesta acționează în special la nivelul tubilor distali și al tubilor colectori ai nefronilor, stimulând absorbția sodiului și a apei, precum și secreția de potasiu, ceea ce duce la creșterea tensiunii arteriale. Efectul general al aldosteronului este de a crește reabsorbția ionilor de sodiu și a moleculelor de apă în rinichi, ducând la creșterea volumului sângelui și a tensiunii arteriale.
Medicamentele care interferează cu acțiunea aldosteronului sunt folosite ca antihipertensive. Un exemplu este spironolactona, care scade tensiunea arterială prin blocarea receptorilor de aldosteron, efectul net al acesteia fiind reducerea retenției de sodiu și apă în organism, dar și creșterea retenției de potasiu. Aldosteronul face parte din sistemul renină-angiotensină.
Activitatea aldosteronului este redusă în boala Addison și crescută în sindromul Conn.
A fost izolat pentru prima dată de Simpson și Tait în 1953.